# Itaocara
Itaocara is een gemeente in de Braziliaanse deelstaat Rio de Janeiro. De gemeente telt 22.452 inwoners (schatting 2009).
De gemeente grenst aan Aperibé, Cambuci, Cantagalo, Santo Antônio de Pádua, São Fidélis en São Sebastião do Alto.

## Geboren in Itaocara
- Paulo Luís Borges (1944-2011), voetballer